# Herb gminy Ruja
Herb gminy Ruja – jeden z symboli gminy Ruja.

## Wygląd i symbolika
Herb przedstawia na tarczy w polu zielonym złoty snop zboża, a pod nim dwa srebrne rogi jelenie. Snop nawiązuje do rolniczego charakteru gminy, jak również jest symbolem bogactwa, natomiast srebrne rogi przypominają o rozległych terenach łowieckich. 